# Autopalpation mammaire
L'autopalpation mammaire ou autoexamen des seins (AES) est une méthode de dépistage envisagée pour détecter un cancer du sein à un stade précoce. Cette méthode consiste pour la femme à examiner et palper elle-même chaque sein à la recherche d'éventuelles irrégularités (épaississements ou de changements dans la texture de la peau), inhomogéités, déformations, gonflements ou points douloureux.
L'autopalpation mammaire a longtemps été largement promue comme un moyen de détecter un cancer à un stade plus précoce, mais de vastes études contrôlées randomisées ont révélé un manque d'efficacité en termes de mortalité et des inconvénients en raison de biopsies, d'interventions chirurgicales et d'anxiété inutiles. L'Organisation mondiale de la santé et d'autres organisations déconseillent l'AES. D'autres organisations ne se prononcent ni pour ni contre. L'autopalpation pourrait néanmoins rester utile chez certains publics à risque.
La vigilance mammaire est une alternative à l'autopalpation : les femmes se familiarisent avec leurs seins afin de mieux prendre conscience de tout changement corporel sans pratiquer de palpations régulières. Tout changement ou anomalie anatomique du sein observé par la patiente est signalé à une équipe soignante pour une évaluation plus approfondie.

## Limites
Selon une méta-analyse de la Collaboration Cochrane, deux essais de grande envergure menés en Russie et à Shanghai n'ont constaté aucun effet bénéfique du dépistage par autoexamen des seins, mais suggèrent une augmentation des effets nuisibles en termes d'augmentation du nombre de lésions bénignes identifiées et du nombre de biopsies réalisées ». Ils ont conclu : « À l'heure actuelle, le dépistage par autoexamen des seins ou par examen physique ne peut être recommandé. »
Bien que l'autopalpation mammaire augmente le nombre de biopsies réalisées chez les femmes, il ne réduit pas la mortalité par cancer du sein. Dans un vaste essai clinique portant sur plus de 260 000 ouvrières chinoises, la moitié d'entre elles ont reçu des instructions précises de la part des infirmières de leur usine pour effectuer un autoexamen mensuel des seins, tandis que l'autre moitié n'a pas reçu d'instructions. Les femmes ayant appris l'autoexamen ont détecté davantage de lésions bénignes (grosseurs normales ou inoffensives) ou de stade précoce de la maladie, mais sans impact sur le nombre de décès par cancer du sein dans chaque groupe.
L'autoexamen des seins ne réduisant pas la mortalité, il n'est plus systématiquement recommandé par les autorités sanitaires, . Il reste toutefois indiqué chez les femmes présentant un risque particulièrement élevé de développer un cancer du sein. Certaines organisations caritatives continuent de le promouvoir comme une approche de dépistage universel, même chez les femmes à faible risque, les plus susceptibles d'être affectées par des procédures de suivi inutiles. L'auteure Gayle A. Sulik, dans son livre Pink Ribbon Blues, suggère que ces organisations caritatives sont motivées par les dons reçus des personnes inquiètes. Parmi les groupes promouvant la médecine factuelle, la sensibilisation à la santé des seins et la connaissance de son propre corps sont généralement préférées.
L'autoexamen des seins repose sur l'hypothèse selon laquelle le cancer se développe par croissance progressive de la tumeur. Selon Susan Love, spécialiste du cancer du sein et chirurgienne, « le cancer du sein ne fonctionne pas comme ça… il est sournois. On pourrait s'examiner tous les jours et soudain trouver une noix. »
Parmi les femmes présentant des mutations BRCA à haut risque, environ 10 % ont déclaré que l'autoexamen des seins augmentait leur anxiété. La moitié de celles qui ont pratiqué l'autoexamen des seins ont estimé que cela leur procurait un sentiment de contrôle.
L'apprentissage de l'autoexamen des seins augmente le niveau de dépression, d'inquiétude et d'anxiété face au cancer du sein.[5] Une plus grande anxiété face au cancer du sein est associée à une probabilité plus élevée de pratiquer l'autoexamen des seins. Les femmes sont également plus susceptibles de pratiquer l'autoexamen des seins si elles ont subi un faux positif à la mammographie de dépistage (on leur a annoncé à tort qu'un cancer du sein pourrait être présent, alors qu'elles n'en ont en réalité pas).

## Méthodes

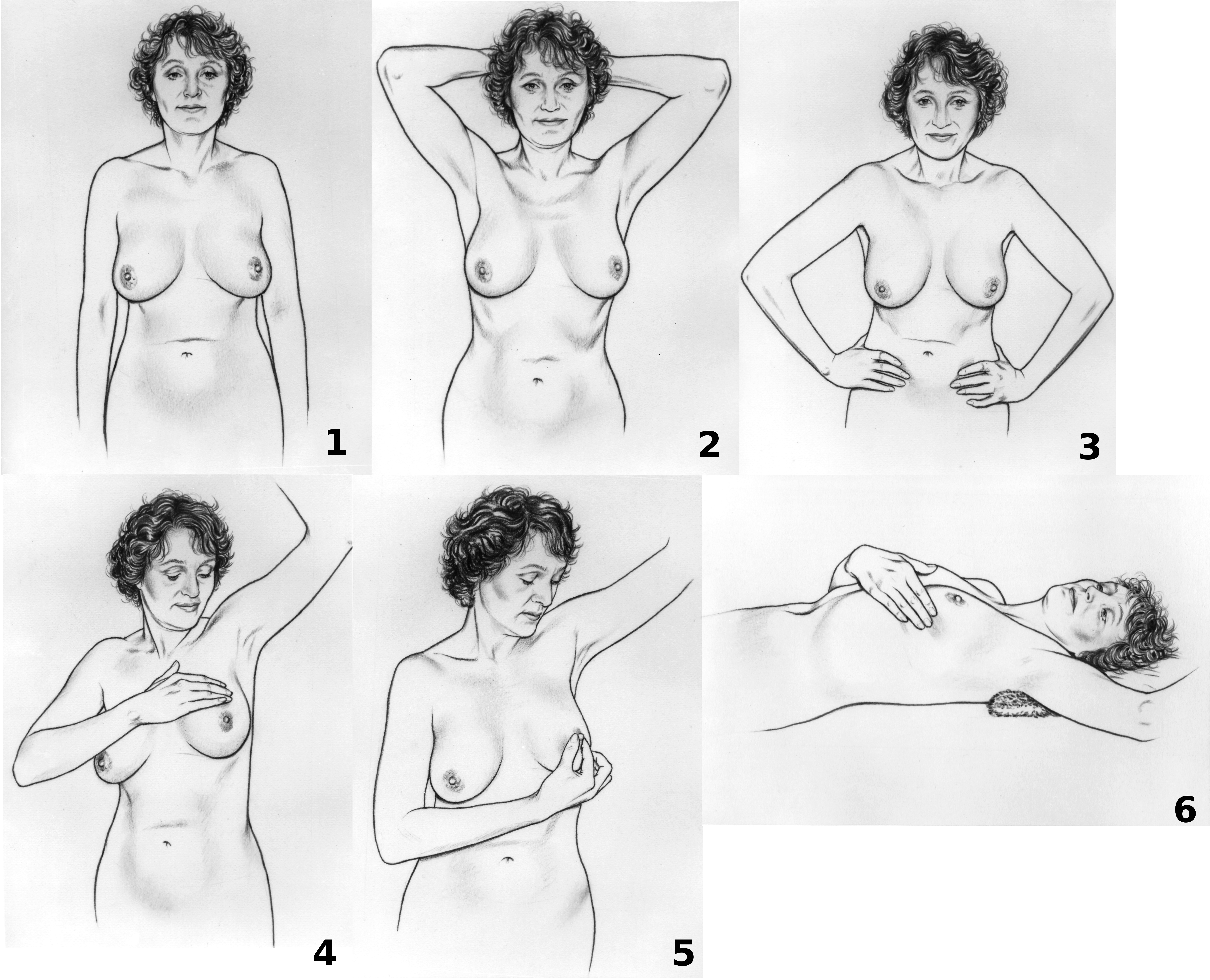
Exemple illustré d'autoexamen des seins en six étapes. Les étapes 1 à 3 consistent à inspecter le sein, les bras le long du corps, derrière la tête et sur le côté. L'étape 4 consiste à palper le sein. L'étape 5 consiste à palper le mamelon. L'étape 6 consiste à palper le sein en position allongée.

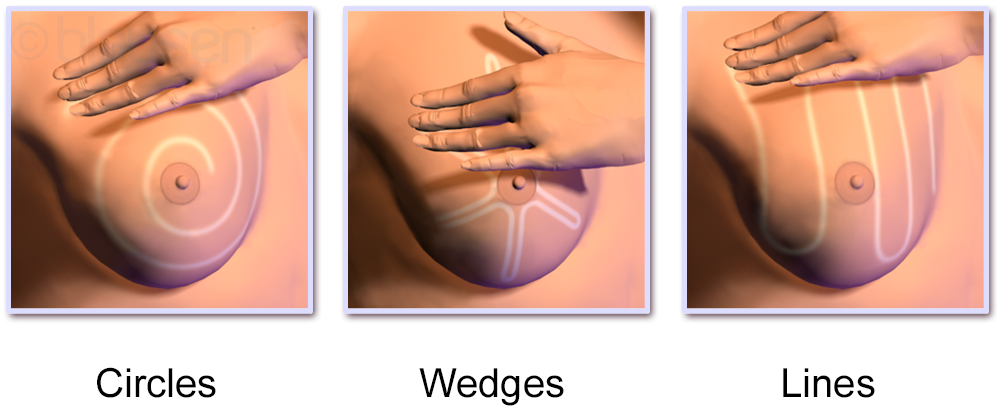
Méthodes de palpation des seins

L'autoexamen des seins s'effectue selon diverses méthodes. La plupart des méthodes suggèrent que la femme se place devant un miroir, le torse exposé. Elle se regarde dans le miroir pour détecter des signes visibles de capitons, de grosseurs ou rougeurs sur ou près des seins. Cette procédure est généralement répétée dans plusieurs positions, par exemple les mains sur les hanches, puis les bras tendus au-dessus de la tête.
La femme palpe ensuite ses seins du bout des doigts pour détecter d'éventuelles grosseurs (superficielles ou plus profondes) ou une douleur. Plusieurs schémas courants sont utilisés pour assurer une couverture complète. La palpation verticale consiste à déplacer les doigts de haut en bas sur le sein. La palpation radiale (en « part de gâteau ») part du mamelon et se prolonge vers l'extérieur. La palpation circulaire consiste à déplacer les doigts en cercles concentriques du mamelon vers l'extérieur. Certaines recommandations suggèrent de diviser mentalement le sein en quatre quadrants et d'examiner chaque quadrant séparément. La palpation couvre l'ensemble du sein, y compris la partie axillaire de chaque sein qui s'étend jusqu'à l'aisselle. Cette palpation s'effectue généralement une fois debout devant le miroir, puis une autre fois allongée.
Enfin, les femmes qui n'allaitent pas pressent doucement chaque mamelon pour vérifier l'absence d'écoulement.
Pour les femmes non ménopausées, la plupart des méthodes suggèrent de réaliser l'autoexamen des seins au même stade de leur cycle menstruel, car les fluctuations hormonales normales peuvent entraîner des modifications au niveau des seins. Le moment le plus souvent recommandé est juste après les règles, car les seins y sont moins susceptibles d'être gonflés et sensibles. Les femmes ménopausées ou ayant des cycles irréguliers peuvent effectuer un autoexamen une fois par mois, quel que soit leur cycle menstruel.
Enseigner aux femmes comment réaliser correctement un autoexamen des seins prend généralement sept à dix minutes à un professionnel qualifié.

## Recommandations
L'Organisation mondiale de la Santé, le Groupe d'étude canadien sur les soins de santé préventifs et de nombreuses autres organisations scientifiques déconseillent l'autoexamen des seins. De plus, le Collège royal australien des médecins généralistes indique qu'il n'est plus recommandé d'apprendre aux femmes à pratiquer l'autoexamen des seins. Aux États-Unis, cependant, il n'existe pas de consensus parmi les organisations liées à l'autoexamen des seins. L'American College of Obstetrics and Gynecology et l'American Medical Association recommandent un autoexamen mensuel des seins, tandis que l'American Cancer Society, le National Cancer Institute, le US Preventative Services Task Force et le National Comprehensive Cancer Network ne recommandent ni ne déconseillent l'autoexamen des seins.
Des études sont actuellement menées pour déterminer si l'autoexamen des seins serait utile comme technique de dépistage alternative dans les régions reculées où les femmes n'ont pas accès à des mammographies régulières ni à des soins gynécologiques complets. Des recherches supplémentaires sont toutefois nécessaires pour parvenir à un consensus.

## Histoire
Les militants ont commencé à promouvoir l'autoexamen des seins dans les années 1930, car leur exhortation à ne pas retarder la consultation d'un médecin en cas de grosseur suspecte n'avait aucun effet sur le taux de mortalité.
Dans les années 1950 et 1960, un film montrant l'autoexamen des seins, cofinancé par l'American Cancer Society et le National Cancer Institute, a été présenté à des millions d'Américaines.
Dans les années 1970, des chercheurs ont commencé à signaler que l'on conseillait aux femmes de procéder ainsi, alors qu'aucune preuve n'avait jamais été apportée quant à son efficacité à sauver des vies.